# Toronto Blueshirts

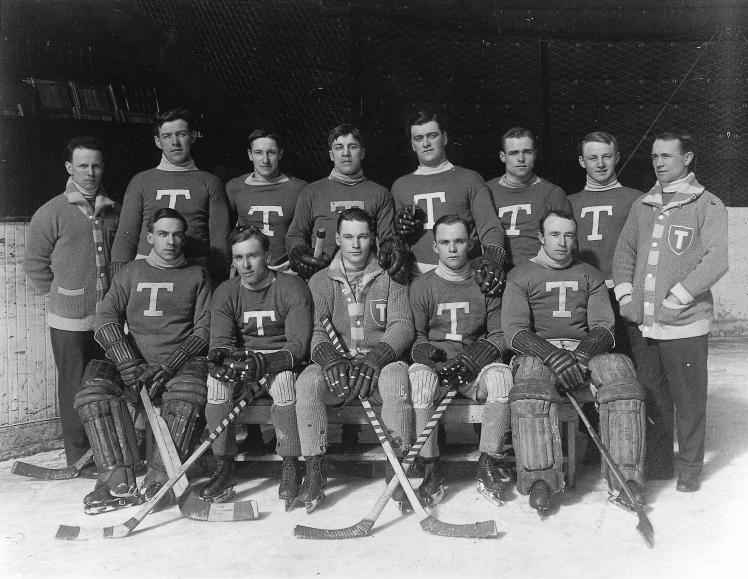
Los Toronto Blueshirts, 1913-14.

Los Toronto Blueshirts eran un equipo de la National Hockey Association que jugaba en la ciudad de Toronto, Canadá.

## Historia
Les Canadiens, con base en Montreal, fueron uno de los miembros fundadores de la NHA en 1910. El Club Antique-Canadien (nombre oficial del equipo), estaba pendiente de ser readmitido en la temporada de 1911 por infringir las normas de la NHA como marca comercial. Cuando fueron readmitidos por la liga, adquirieron la franquicia de Haileybury y la renombraron Montreal Canadiens. La nueva franquicia estaba dirigida por el mismo propietario de los Canadiens, el polémico Edward J. Livingstone, quien controló el equipo bajo los nombres de "Ontarios" y "Shamrocks" desde el comienzo de la temporada de 1913 hasta que se fusionaron los Blueshirts (anteriormente conocidos como Renfrew Creamery Kings/Millionaires) en 1915. El equipo fue obligado a abandonar la competición en 1917 a causa de que los propietarios de los demás equipos organizaron una revuelta contra Livingstone y fundando estos la National Hockey League.
- Liga: NHA
- Terreno de juego: Mutual Street Arena
- Apariciones en la final de la Stanley Cup: 1914 (ganada)

- Datos: Q1271186